# Bataille de Portobelo
Guerre de l'oreille de Jenkins
Batailles
- Portobelo
- 8 avril 1740
- Fort Mose (en)
- Saint Augustine
- Expédition Anson
- Carthagène des Indes
- Santiago de Cuba (1re)
- Géorgie
- La Guaira (en)
- Puerto Cabello (en)
- Cape Sicié
- Panama
- Bloody Marsh
- Bahamas
- Glorioso
- 18 mars 1748
- Santiago de Cuba (2e) (en)
- La Havane

La bataille de Portobelo, également écrit bataille de Porto Bello, le 1er décembre 1739 (21 novembre du calendrier julien) est la première grande action de la guerre de l'oreille de Jenkins qui se termine par la prise et la destruction de Portobelo.

## Préparatifs
Plusieurs mois avant de déclarer la guerre, les Britanniques réunissent une grande flotte commandée par l'amiral Edward Vernon dans le but d'attaquer les Caraïbes. Les principaux objectifs étaient les trois principaux ports de la Vice-royauté de Nouvelle-Grenade : La Guaira (Venezuela actuel), Carthagène (Colombie) et Porto Bello (Panamá), points de départ pour l'Espagne de la flotte du trésor chargée des richesses du Pérou, dont les Britanniques avaient bien l'intention de s'emparer. La colonie espagnole anéantie, il leur serait alors facile de conquérir Cuba, perle des Antilles.
À la fin octobre (avant même la déclaration de guerre), quelques navires mènent des attaques surprises sur La Guaira et La Havane, sans grands résultats, avant de se retirer à Port Royal (Jamaïque), où se concentre la flotte de Vernon. Les 5 et 6 novembre, ce dernier lance une opération d'envergure. Quinze jours plus tard, la flotte se présente devant Portobelo. Vernon semble hésiter et envoie la frégate Sherness patrouiller au large de Carthagène.

## Portobelo
Portobelo est alors une petite ville, à peine défendue par les forts de Todofierro, situé près du port, Gloria et San Jeronimo, plus à l'intérieur, et dont les garnisons s'élèvent à peine à 700 hommes. Le gouverneur Francisco Javier de la Vega Retez, pour le moins tranquille, a renoncé à renforcer les défenses de la ville. Les positions sont pratiquement abandonnées, les canons ne sont même pas correctement orientés et la coordination entre les différentes garnisons est pratiquement nulle. La force navale chargée de défendre le port a été vendue aux enchères et se trouve réduite à deux navires garde-côtes qui n'ont rien à voir avec les navires de guerre de Vernon.

## La prise de la ville
La lutte dure à peine deux heures. Les navires britanniques entrent dans le port et attaquent le fort Todofierro. En raison de l'absence de vent, ils n'y demeurent pas assez longtemps pour attaquer les forts intérieurs, paradoxalement mieux armés, mais dont les canons sont hors de portée. Tous les tirs du fort Gloria sont trop courts, tandis que le fort San Jeronimo n'a pas tiré un seul coup. 
Après la destruction du fort Todofierro, qui n'a posé aucun problème, les Britanniques débarquent un corps expéditionnaire dirigé par le lieutenant Broderick, qui capture la forteresse. De la Vega capitule alors, sans chercher à résister de l'intérieur.
Dans l'euphorie de cette victoire trop facile, ou peut-être furieux parce qu'il n'a trouvé aucune trace des trésors qu'il s'attendait à trouver, Vernon ordonne la destruction systématique de la ville. Les trois châteaux sont démantelés, les canons jetés à la mer, les fortifications rasées. Les navires britanniques repartent ensuite à la Jamaïque.

## Conséquences
Après l'attaque par Vernon, le trajet de la flotte du trésor fut modifié et Portobelo ne retrouva son importance qu'avec la construction du canal de Panamá. 
À Londres, la victoire fut grandement exagérée par la presse naissante et fut célébrée pendant des mois. Une rue de Londres porte encore aujourd'hui le nom de Portobello Road. 
Vernon a été accueilli comme un héros par le roi George II. Selon certaines sources, c'est au cours d'un dîner en son honneur qu'aurait été joué pour la première fois le God Save the King, à moins qu'il ne s'agisse du Rule, Britannia!. Dans ce climat d'euphorie, Vernon n'eut aucun mal à obtenir tous les bateaux et les hommes qu'il voulait. C'est ainsi qu'en 1741, il quitte l'Angleterre avec 23 600 hommes et 186 navires pour attaquer Carthagène, où il subit une humiliante défaite face à seulement 3 000 soldats espagnols, 600 indiens et les équipages de 6 frégates.
La guerre de l'oreille de Jenkins se solda 7 ans plus tard par un retour au statu quo ante bellum.

## Sources
- (es) Cet article est partiellement ou en totalité issu de l’article de Wikipédia en espagnol intitulé « Batalla de Portobelo » (voir la liste des auteurs).